# Bobby Lee
Bobby Lee, nome artístico de Robert Lee Jr. (San Diego, 17 de setembro de 1972) é um conhecido humorista e ator americano, mais celebrado pelas suas participações no MADtv.